# مه (ماه)
مِه (به فرانسوی: Mai) یا مِی (به انگلیسی: May) پنجمین ماه سال در گاهشماری گریگوری و گاه‌شماری ژولینی است همچنین سومین ماهی است که ۳۱ روز دارد، افزون‌براین، این ماه کوتاه‌ترین اسم را در میان دیگر ماه‌ها دارد.
در نیم کره شمالی، مه یکی از ماه‌های بهار و در نیم کرهٔ جنوبی یکی از ماه‌های پاییز است؛ بنابراین ماه مه در نیم کرهٔ جنوبی از دیدگاه فصلی متناظر با نوامبر در نیم کرهٔ شمالی است و برعکس.

## پیشینه

سوم ماه مه ۱۸۰۸ اثر فرانسیسکو گویا

نام این ماه از روی مایا ایزدبانوی یونان گرفته شده‌است. مایا در دوران روم باستان به عنوان ایزدبانوی زایش شناخته می‌شد. جشن بونادئا در همین ماه برگزار می‌شد.
اووید، شاعر رومی نظر دیگری داشت او می‌گفت مه یا می از واژهٔ لاتین maiores به معنی «سالخوردگان» گرفته شده و متناظر است با ماه بعدی یعنی June یا ژوئن که از واژهٔ iuniores به معنی «جوانان» گرفته شده.
بزرگداشت ویژه‌ای برای مریم مقدس در این ماه گرفته می‌شود.
بارش شهابی اتا دلوی در ماه مه رخ می‌دهد که از ۲۱ آوریل تا حدود ۲۰ مه هر سال قابل دیدن است اما اوج آن در حدود ۶ مه روی می‌دهد.

## نمادها

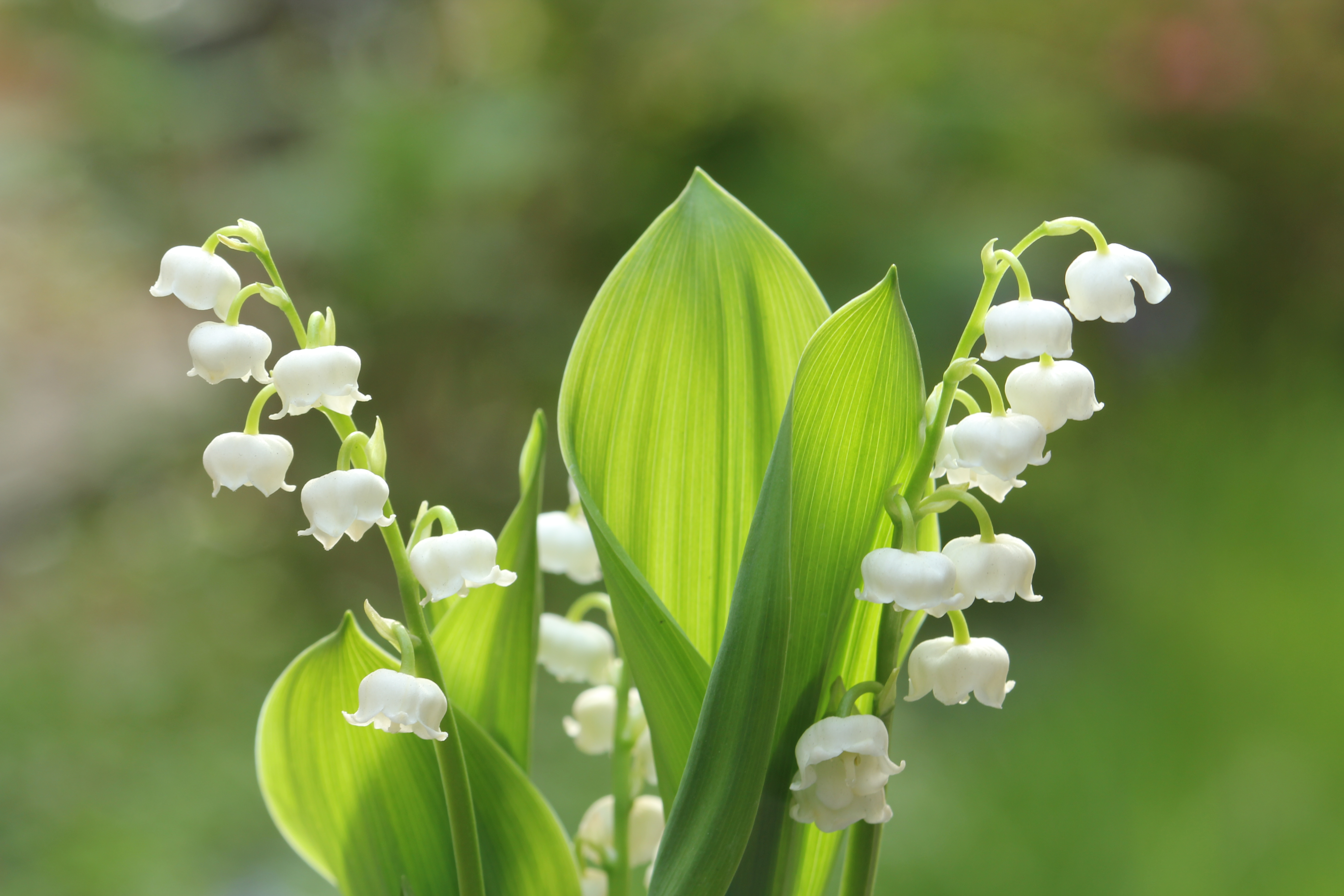
گل برف

- سنگ زاده شدگان این ماه، زمرد است و نشانه‌ای است از عشق و موفقیت.
- گل این ماه گل برف و زالزالک برگ‌ریز است.[۲]
- برج ثور (تا ۲۰ مه) و جوزا (از ۲۱ مه به بعد) در این ماه جای دارند.

## رویدادها
- ۱ مه، روز جهانی کارگر.